# Gunnar Asplund (konstnär)
Karl Olof Gunnar Asplund, född 17 juni 1893 i Gävle, död 15 juli 1965 i Oscars församling i Stockholm, var en svensk konstnär.
Han var son till skolvaktmästaren Clas Olof Asplund och Mathilda Eriksson. Asplund studerade vid Althins målarskola i Stockholm och under studieresor till Frankrike 1913, Ryssland och Norge 1919. Han fick förtroendet av stadsarkitekten Erik Alfred Hedin att utföra en större färgstark och dekorativ målning med ett skärgårdsmotiv i Gävle läroverk 1912–1914 samt en något mindre målning i nationalromantisk stil med snötäckta granar till rektorsexpeditionen 1915 som hänger intill en öppen spis i rektorsexpeditionen. Han ställde ut första gången i Stockholm 1918. Bland hans offentliga arbeten märks en väggmålning i Gävle läroverk. Hans konst består av landskap, historiska motiv och porträtt där han har utfört ett flertal på olika regementschefer. Asplund är representerad vid Moderna Museet i Stockholm  och i ett flertal regementes officersmässar. Han är begravd på Norra begravningsplatsen utanför Stockholm.